# Mauritius na Letnich Igrzyskach Paraolimpijskich 2016
Mauritius na Letnich Igrzyskach Paraolimpijskich 2016 w Rio de Janeiro reprezentowało dwoje lekkoatletów. Był to piąty występ reprezentacji tego kraju na igrzyskach paraolimpijskich (po startach w latach 1996, 2004, 2008 i 2012).
Chorążym reprezentacji podczas ceremonii otwarcia igrzysk był pływak Scody Victor.

## Wyniki

### Lekkoatletyka
Kobiety
| Zawodnik      | Konkurencja            | Eliminacje | Eliminacje | Półfinał | Półfinał | Finał    | Finał   | Źródło |
| Zawodnik      | Konkurencja            | Rezultat   | Miejsce    | Rezultat | Miejsce  | Rezultat | Miejsce | Źródło |
| ------------- | ---------------------- | ---------- | ---------- | -------- | -------- | -------- | ------- | ------ |
| Marie Perrine | bieg na 100 metrów T54 | 18,09      | 5          | —        | —        | NQ       | NQ      | [ 3 ]  |

### Pływanie
Mężczyźni
| Zawodnik     | Konkurencja                   | Eliminacje | Eliminacje | Finał    | Finał   | Źródło |
| Zawodnik     | Konkurencja                   | Rezultat   | Miejsce    | Rezultat | Miejsce | Źródło |
| ------------ | ----------------------------- | ---------- | ---------- | -------- | ------- | ------ |
| Scody Victor | 100 metrów stylem dowolnym S9 | 1:15,15    | 7          | NQ       | NQ      | [ 4 ]  |